# آب‌انبار حاج عبدالغفور
آب‌انبار حاج عبدالغفور مربوط به دوره قاجار - دوره پهلوی است و در شهرستان یزد، بخش مرکزی، دهستان فهرج، روستای فهرج واقع شده و این اثر در تاریخ ۱۸ شهریور ۱۳۸۷ با شمارهٔ ثبت ۲۳۱۵۳ به‌عنوان یکی از آثار ملی ایران به ثبت رسیده است.